# Баязити, Дашнор
Дашнор Баязити (алб. Dashnor Bajaziti; родился 4 января 1955 года, Кавая, Албания) — бывший албанский футболист, игравший на позиции нападающего в «Беса Кавая» и сборной Албании по футболу. Дважды становился лучшим бомбардиром Албанской Суперлиги.

## Карьера

### Футболиста

#### Клубная карьера
С 1977 по 1988 год был нападающим «Беса Кавая», где в сезоне 1980/81 и в сезоне 1982/83 стал лучшим бомбардиром Албанской Суперлиги.

#### Карьера в сборной
Баязити дебютировал за Албанию в отборе на чемпионат мира 1982 3 сентября 1980 года против Финляндии. Его последней игрой за сборную стал матч в отборе на чемпионат Европы 1984 года против сборной Западной Германии 30 марта 1983 года. Всего за Албанию сыграл 5 матчей, где не забил ни мяча.

### Карьера после футбола

#### Тренерская карьера
После игровой карьеры Баязити с 1985 по 1988 год был главным тренером «Беса Кавая».

#### Политическая карьера
Дашнор Баязити был заместителем министра туризма, культуры, молодежи и спорта Албании от Республиканской партии. В мае 2013 года Баязити был уволен лидером партии Фатмиром Медиу из-за внутренних конфликтов. В 2009 году был кандидатом на пост депутата албанского парламента.

#### Личная жизнь
У него есть сын-футболист Дарлиен Баязити. В 2011 году на него было совершено покушение, где пострадали его сын и сестра.